# Réserve naturelle de Lauglolia
 (avril 2021).
La réserve naturelle de Lauglolia, d'une superficie totale de 15.8 hectares, est une réserve naturelle norvégienne située à Trondheim, juste au-dessus de Gaulosen, et au sud-ouest de Ringvål. La réserve naturelle, a été créée le 16 décembre 2001 sur la base d'une ancienne aire protégée pour sauvegarder une forêt de conifères ainsi qu'une flore aimant la chaleur. L'aire protégée était à l'origine uniquement composée d'une forêt tempérée décidue, mais en 1992, 4.5 hectares d' épicéa ont été rajoutés à la réserve. Cette forêt d'épinette est à croissance rapide, avec des arbres de plus de 25 m de haut. 